# Helmut Böhme
Helmut Bӧhme (ur. 30 kwietnia 1936 w Tybindze, zm. 29 grudnia 2012 w Darmstadt) – niemiecki historyk, działacz, laureat tytułów doktora honoris causa, m.in. Politechniki Warszawskiej z 1995 r.

## Życiorys
Studiował filologię niemiecką, angielską, ekonomię polityczną i teologię. W swojej pracy dyplomowej podjął temat I wojny światowej. Pracował na uczelni jako asystent Fritza Fischera.
W 1964 r. obronił pracę doktorską pt. „Niemiecka polityka handlowa w latach 1848–1881”. W tym samym czasie opublikował też wiele prac z dziedziny historii i techniki. Habilitację otrzymał w 1968 r. na podstawie pracy „Zarząd miasta, charakterystyczna forma ustroju i koniunktura gospodarcza we Frankfurcie nad Menem i w Hamburgu w XIX w.”.
W 1969 r. został kierownikiem Katedry Historii Nowożytnej w Technische Hochschule w Darmstadt. W roku akademickim 1970/71 sprawował funkcję dziekana Wydziału Kultury i Nauk Politycznych na tej uczelni, natomiast w 1971 r. został wybrany na rektora Wyższej Szkoły Technicznej w Darmstadt. W 1978 r. opublikował pracę pt. „Europejska historia gospodarki i stosunków społecznych”
W późniejszych latach swoją uwagę poświęcał przestrzennym aspektom rozwoju miast, od XVIII w. do współczesności. Jego imponująca wiedza historyczna pozwalała na formułowanie interesujących konkluzji dotyczących zarówno teraźniejszości, jak i przyszłości. Gruntownie analizował kryzysy z lat 1815, 1873, 1929-1930, które przyniosły szybki rozwój techniki w okresie ich pokonywania. Swoje uwagi i obserwacje zawarł w niepowtarzalnych pracach: „Urbanistyka jako krytyka społeczeństwa konserwatywnego” i „Stop and go historycznego rozwoju przestrzennego miasta”.
Wielowymiarowy pogląd na procesy historyczne, rozwaga filozoficzna i głęboki humanizm sprawiały, że chętnie podejmował rozmowy na takie tematy jak: „wiara w postęp czy strach przed przyszłością”, „z jakimi innymi przełomowymi okresami dadzą się porównać nasze czasy” lub „potrzebujemy utopii”.
W latach 1971–1973 i 1989-1990 pełnił rolę przewodniczącego Konferencji Prezydentów Uniwersytetów Hesji. Przez 20 lat sprawował funkcję rektora Technische Hochschule w Darmstadt.
W 1980 roku objął stanowisko przewodniczącego Konferencji Szkół Wyższych Hesji. W 1989 r. został Członkiem Rady Radiofonii Radia Heskiego.
Został odznaczony przez Lecha Wałęsę Złotą Odznaką Zasługi dla Rzeczypospolitej za działalność dla niemiecko-polskiej współpracy naukowej i kulturalnej. Dzięki jego zaangażowaniu powstał Instytut Niemiecko-Polski w Darmstadt. W 1988 roku miasta Darmstadt oraz Płock podpisały „umowę braterską”. Był współorganizatorem Tygodnia Kultury Polskiej w Darmstadt. Czynnie zabiegał o nawiązanie współpracy z Politechniką Warszawską. Doprowadził do podpisania umowy dotyczącej wymiany studentów. W 1955 r. Politechnika Warszawska nadała profesorowi Bӧhme tytuł doktora honoris causa.
Członek różnych krajowych i międzynarodowych komisji planowania, organizacji studiów, szczególnie inżynierskich, związku Verein Deutscher Ingenieure i wielu innych.
Zmarł 29 grudnia 2012 w Darmstadt.

## Stanowiska
- asystent Fritza Fischera na uczelni w Hamburgu
- 1969 – kierownik Katedry Historii Nowożytnej w Technische Hochschule w Darmstadt
- 1970/71 – dziekan Wydziału Kultury i Nauk Politycznych w Technische Hochschule w Darmstadt
- 1971 – Rektor Wyższej Szkoły Technicznej w Darmstadt
- 1971-1973 i 1989-1990 – przewodniczący Konferencji Prezydentów Uniwersytetów Hesji
- 1980 – przewodniczący Konferencji Szkół Wyższych Hesji[1]

## Członkostwa
- od 1989 r. – Członek Rady Radiofonii Radia Heskiego[1]

## Nagrody, wyróżnienia, odznaczenia
- Złota Odznaka Zasługi dla Rzeczypospolitej[1]
- Tytuł doktora honoris causa przyznały mu następujące uczelnie:
  - 1989 – Uniwersytet w Ankarze
  - 1991 – Uniwersytet w Bukareszcie
  - 1992 – Uniwersytet w Veszprem
  - 1993 – Grandes Écoles w Lyonie
  - 1995 – Politechnika Warszawska[1]

## Wybrane publikacje
Autor 16 książek, licznych skryptów i artykułów, m.in.:
- „Europejska historia gospodarki i stosunków społecznych”
- „Urbanistyka jako krytyka społeczeństwa konserwatywnego”
- „Stop and go historycznego rozwoju przestrzennego miasta”

Współwydawca czasopism: „Nowa Literatura” i „Stare Miasto”.